# Pradines (Corrèze)
Pradines (Pradinas auf Okzitanisch) ist eine französische Gemeinde mit 86 Einwohnern (Stand 1. Januar 2022) im Département Corrèze in der Region Nouvelle-Aquitaine. Die Bewohner nennen sich Pradinois(es).

## Geografie
Die Gemeinde liegt im Zentralmassiv auf dem Plateau de Millevaches und somit auch im Regionalen Naturpark Millevaches en Limousin  und wird von der Corrèze de Pradines, einem rechten Nebenfluss der Corrèze, sowie der Douyge, die hier entspringt, durchflossen.
Tulle, die Präfektur des Départements, liegt ungefähr 35 Kilometer leicht südwestlich, Égletons etwa 17 Kilometer südöstlich und Ussel rund 50 Kilometer nordöstlich.
Nachbargemeinden von Pradines sind Gourdon-Murat im Norden, Bonnefond im Nordosten, Grandsaigne im Südosten, Chaumeil im Süden, Veix im Westen sowie Lestards im Nordwesten.
Der Lac de Viam liegt etwa 15 Kilometer leicht nordwestlich von Grandsaigne.

### Verkehr
Der Ort liegt ungefähr 20 Kilometer nordwestlich der Abfahrt 22 der Autoroute A89.

## Wappen
Beschreibung: In Blau einen aufrechten silbernen Löwen.

## Einwohnerentwicklung
| Jahr      | 1962 | 1968 | 1975 | 1982 | 1990 | 1999 | 2007 | 2018 |
| Einwohner | 144  | 134  | 111  | 87   | 70   | 58   | 47   | 86   |

## Sehenswürdigkeiten
- Die Kirche Saint-Eutrope, ein Sakralbau aus dem 12. und 16. Jahrhundert, ist als Monument historique klassifiziert[2].